# Windows Firewall
Windows Firewall è il servizio di firewall integrato nelle versioni desktop e server di Microsoft Windows a partire da Windows XP e Windows Server 2003. Prima del rilascio di Windows XP Service Pack 2, nel 2004, era noto come Internet Connection Firewall.

## Panoramica
Quando Windows XP fu messo in vendita, nell'ottobre 2001, includeva un firewall limitato, chiamato "Internet Connection Firewall", disabilitato di default a causa di problemi di retrocompatibilità. Le impostazioni per la sua configurazione non erano poste in evidenza nell'interfaccia utente: pertanto era usato raramente.
Verso la metà del 2003, il worm Blaster attaccò un gran numero di macchine Windows, approfittando di alcune carenze nel servizio di Windows RPC. Alcuni mesi più tardi, il worm SASSER produsse effetti simili. La crescente diffusione di questo genere di worm nel 2004 fece sì che le macchine che non avevano installato le opportune patch fossero infettate con pochissimo sforzo. A causa di queste problematiche – e in forza anche delle critiche rivolte a Microsoft per l'inadeguatezza degli strumenti di protezione offerti ai clienti – Microsoft decise di migliorare significativamente la funzionalità e l'interfaccia del firewall già incluso in Windows XP, e di ribattezzarlo semplicemente "Windows Firewall".
Windows Firewall include tra le proprie funzionalità quella di generare log di sicurezza ("Windows Security Log"), che registrano gli indirizzi IP e altri dati (connessioni riuscite e pacchetti persi) riguardo alle connessioni tra la rete locale e Internet. Questo strumento permette, per esempio, di tenere traccia di tutti i tentativi, da parte di un computer nella rete, di connettersi a un sito web. Questo funzionalità non è abilitata normalmente: la sua attivazione compete all'amministratore del sistema.

## Versioni

### Windows XP
Windows firewall fu introdotto con Windows XP Service Pack 2. Ogni tipo di connessione di rete, sia essa su cavo, senza fili, VPN o persino FireWire ha il firewall abilitato di default, con delle eccezioni per permettere connessioni da macchine sulla rete locale. Inoltre, risolse anche il problema per cui le impostazioni non erano abilitate se non vari secondi dopo che una connessione di rete era stata abilitata, causando così la creazione di una finestra in cui poter subire attacchi.. Delle aggiunte furono fatte alla Group Policy, in modo da permettere all'amministratore di applicare configurazioni valide a livello aziendale. Il firewall non può bloccare le connessioni in uscita, ma solo quelle in ingresso.
Windows firewall divenne una delle due ragioni principali (l'altra fu DCOM activation security) per cui molte aziende non effettuarono rapidamente l'aggiornamento a Service Pack 2. In occasione del rilascio, un certo numero di siti internet riportavano problemi significativi di compatibilità, anche se per la maggior parte bastava aprire delle porte sul firewall in modo da permettere la comunicazione ai sistemi distribuiti (tipicamente, sistemi di backup a antivirus).
Nella versione per Windows XP e Windows Server 2003, il firewall non filtra il traffico IPv6.

### Windows Server 2003
A marzo 2005 Microsoft rilasciò Windows Server 2003 Service Pack 1, che includeva gli stessi miglioramenti al firewall nella linea di sistemi operativi server.

### Windows Vista
Windows Vista (e Windows Server 2008 R1) ha migliorato il firewall in maniera significativa per rispondere a un certo numero di critiche riguardo alla flessibilità in ambiente di tipo aziendale
- un nuovo componente della console di gestione, denominato "Windows Firewall con protezione avanzata", che permette di configurare molte opzioni avanzate e consente la gestione remota. Vi si può accedere da Start -> Pannello di controllo -> Strumenti di amministrazione -> Windows Firewall con protezione avanzata, oppure eseguendo "wf.msc"
- filtraggio delle connessioni IPv6
- filtraggio delle connessioni in uscita, in risposta a spyware e virus che tentano di "chiamare casa". Le regole possono essere impostate dalla console di gestione. Tuttavia, non vengono mostrate notifiche per connessioni in uscita
- mediante il filtraggio di pacchetti avanzato, si possono specificare regole per indirizzi di partenza e destinazione, e per intervalli di porte
- le regole possono essere configurate per dei servizi mediante il loro nome, senza che vi sia la necessità di specificare il percorso completo
- IPsec è completamente integrato, consentendo di permettere o negare accesso basandosi su certificati, autenticazione Kerberos, ecc.; è possibile anche richiedere cifratura per ogni tipo di connessione
- interfaccia migliorata per la gestione di differenti profili. Possibilità di disporre di tre profili separati: computer connesso a un dominio, a una rete privata o ad una rete pubblica (Windows XP ne permette due: connesso a un dominio e standard). Supporto per la creazione di regole che forzino delle politiche di isolamento del server e del dominio.

### Windows 7, 8.1, 10, 11
Il firewall di  Windows 7 e Windows Server 2008 R2 e dispone di miglioramenti, come profili attivi multipli.
Tuttavia, nel corso del tempo, con Windows 8.1, 10 e 11 non sono state apportate modifiche, rimanendo invariato anche a distanza di anni.